# باشگاه فوتبال روستر
باشگاه فوتبال روستر (به انگلیسی: Rocester Football Club) یک باشگاه فوتبال در شهر روستر، کشور انگلستان است که در سال ۱۸۷۶ میلادی تأسیس شده‌است.